# Camilla Thulin
 (janvier 2022).
Si vous disposez d'ouvrages ou d'articles de référence ou si vous connaissez des sites web de qualité traitant du thème abordé ici, merci de compléter l'article en donnant les références utiles à sa vérifiabilité et en les liant à la section « Notes et références ».
Pour les articles homonymes, voir Thulin (homonymie).
Camilla Thulin, née en 1961 dans la commune de Degerfors en Suède, est une styliste et costumière suédoise, réputée être l'une des stylistes les plus connues de Suède[réf. nécessaire].

## Biographie
Camilla Thulin est connue pour avoir conçu tous les vêtements du groupe de musique Army of Lovers et pour avoir donné au politicien suédois Lars Leijonborg sa nouvelle image d'« homme du peuple » qui l'amena en haut des suffrages en 2002 aux élections suédoises.

## Filmographie (costumière)
- 1998 : Under solen de Colin Nutley
- 2000 : Gossip (sv) de Colin Nutley
- 2002 : Hus i helvete (sv) de Susan Taslimi
- 2004 : The Queen of Sheba's Pearls de Colin Nutley
- 2006 : Göta kanal 2 - Kanalkampen (sv) de Pelle Seth
- 2006 : 7 miljonärer (sv) de Michael Hjorth
- 2006 : Wellkåmm to Verona (sv) de Suzanne Osten
- 2009 : Göta kanal 3 - Kanalkungens hemlighet (sv) de Christjan Wegner
- 2011 : Svensson Svensson ...i nöd och lust (sv) de Leif Lindblom
- 2011 : Åsa-Nisse - Wälkom to Knohult (sv) de Fredrik Boklund
- 2014 : Medicinen (sv) de Colin Nutley
- 2015 : En underbar jävla jul (sv) de Helena Bergström
- 2021 : Danse avec les queens (Dancing Queens) de Helena Bergström